# Lista de episódios de Butterbean's Café
Esta é a lista de episódios de Butterbean's Café, uma série animada de televisão pré-escolar/infantil criada por Jonny Belt e Robert Scull, os criadores de Bubble Guppies, encomendados pela Nickelodeon. A série segue Butterbean, uma fada que dirige um café do bairro com seus amigos. A série envolve a "culinária criativa", ensinando sobre a arte de cozinhar e o trabalho em equipe. Um total de 40 episódios foram encomendados em 2018, para a primeira temporada, que estreou em 12 de Novembro de 2018 nos EUA. Em 2019, a série foi renovada para uma segunda temporada, com um total de 20 episódios, que estreou no dia 12 de Janeiro de 2020 nos EUA, e em 9 de Novembro de 2020 no Brasil.

## Visão geral
| Temporada | Temporada | Ano     | Episódios | Segmentos | Exibição Original      | Exibição Original      | Exibição no Brasil      | Exibição no Brasil  |
| Temporada | Temporada | Ano     | Episódios | Segmentos | Estreia da Temporada   | Final da Temporada     | Estreia da Temporada    | Final da Temporada  |
| --------- | --------- | ------- | --------- | --------- | ---------------------- | ---------------------- | ----------------------- | ------------------- |
|           | 1         | 2018-20 | 40        | 74        | 12 de Novembro de 2018 | 29 de Março de 2020    | 11 de Fevereiro de 2019 | 12 de Maio de 2020  |
|           | 2         | 2020    | 20        | 37        | 12 de Janeiro de 2020  | 01 de Novembro de 2020 | 09 de Novembro de 2020  | 17 de Abril de 2021 |

## 1° Temporada (2018-2020)
| N° (S) | N° (T) | Título                                                                                            | Exibição Original      | Escrito por                                     | Dirigido por                          | Código de Produção |
| --- | ------ | ------------------------------------------------------------------------------------------------- | ---------------------- | ----------------------------------------------- | ------------------------------------- | ------------------ |
| 1 | 1      | "A Grande Inauguração! (BR)" "The Grand Opening! (US)"                                            | 12 de Novembro de 2018 | Jean Herlihy                                    | Jonny Belt & Robert Scull             | 101                |
| Butterbean e suas amigas abrem o Butterbean's Café, mas sua rival, a Senhorita Marmalady, tenta acabar com tudo. Felizmente, ela não era páreo para a amizade, trabalho em equipe e comida saborosa delas. |        |                                                                                                   |                        |                                                 |                                       |                    |
| 2 | 2A     | "Pão de Banana da Vovó Nana! (BR)" "Grandma Nana Banana Bread! (US)"                              | 13 de Novembro de 2018 | Declan Doyle                                    | Lucas Mills                           | 105                |
| Dazzle quer surpreender sua avó fazendo uma receita de pão de banana, mas não consegue se lembrar do último ingrediente.                                                                                   |        |                                                                                                   |                        |                                                 |                                       |                    |
| 2 | 2B     | "Muitos e Muitos Limões! (BR)" "Lots and Lots of Lemons! (US)"                                    | 13 de Novembro de 2018 | Declan Doyle                                    | Tal McThenia                          | 105                |
| A Senhorita Marmalady troca os pedidos de frutas de Jasper por uma entrega de limão. |        |                                                                                                   |                        |                                                 |                                       |                    |
| 3 | 3A     | "Pretzels da Amizade! (BR)" "Friendship Pretzels! (US)"                                           | 14 de Novembro de 2018 | Richard Keane                                   | Laura Kleinbaum                       | 104                |
| Dazzle presenteia Butterbean com um colar da amizade e Poppy se sente excluída. |        |                                                                                                   |                        |                                                 |                                       |                    |
| 3 | 3B     | "A Perseguição do Dente Perdido! (BR)" "The Wild Tooth Chase! (US)"                               | 14 de Novembro de 2018 | Declan Doyle                                    | Laura Kleinbaum                       | 104                |
| Cricket perde seu primeiro dente, então Butterbean lhe dá uma caixa para ela guardar seu dente em segurança. Porém, o recipiente é perdido.                                                                |        |                                                                                                   |                        |                                                 |                                       |                    |
| 4 | 4A     | "O Bolo Catástrofe da Dazzle! (BR)" "Dazzle's Cake-Tastrophe! (US)"                               | 15 de Novembro de 2018 | Richard Keane                                   | 103                                   |                    |
| Dazzle tenta fazer tudo sozinha quando fica no comando do café. |        |                                                                                                   |                        |                                                 |                                       |                    |
| 4 | 4B     | "O Primeiro Cardápio da Cricket! (BR)" "Cricket's First Menu! (US)"                               | 15 de Novembro de 2018 | Declan Doyle                                    | Dustin Ferrer                         | 104                |
| O primeiro cardápio de almoço da Cricket é arruinado quando todo o ketchup desaparece. |        |                                                                                                   |                        |                                                 |                                       |                    |
| 5 | 5A     | "O Passeio Mais Agradável! (BR)" "The Sweetest Ride! (US)"                                        | 16 de Novembro de 2018 | Richard Keane                                   | Jonny Belt & Robert Scull             | 102                |
| Quando o caminhão de entregas da Butterbean quebra, o Senhor Brookwrench o transforma num café reluzente sobre rodas, o Sweet Ride.                                                                        |        |                                                                                                   |                        |                                                 |                                       |                    |
| 5 | 5B     | "Um Queijo Grelhado para uma Pessoa Importante! (BR)" "A Grilled Cheese for The Big Cheese! (US)" | 16 de Novembro de 2018 | Declan Doyle                                    | Jonny Belt & Robert Scull             | 102                |
| Butterbean tem a missão de levar um lanche até a presidente. |        |                                                                                                   |                        |                                                 |                                       |                    |
| 6 | 6A     | "A Troca do Bolo de Casamento! (BR)" "Wedding Cake Switcheroo! (US)"                              | 19 de Novembro de 2018 | Richard Keane                                   | Jonny Belt & Robert Scull             | 106                |
| Marmalady troca o seu desastroso bolo de casamento com o lindo bolo de Butterbean. |        |                                                                                                   |                        |                                                 |                                       |                    |
| 6 | 6B     | "Parfait Mágico de Framboesas! (BR)" "Fairy Berry Parfait! (US)"                                  | 19 de Novembro de 2018 | Declan Doyle                                    | Jonny Belt & Robert Scull             | 106                |
| Butterbean precisa de iogurte para fazer os Parfaits Mágicos de sobremesa, mas a Senhorita Marmalady compra todos os iogurtes do mercado.                                                                  |        |                                                                                                   |                        |                                                 |                                       |                    |
| 7 | 7A     | "Sopa de Macarrão do Arco-Íris! (BR)" "Rainbow Noodle Soup! (US)"                                 | 20 de Novembro de 2018 | Jean Herlihy                                    | Lucas Millsl                          | 108                |
| A equipe de Butterbean precisa fazer a sopa de macarrão do arco-íris sem ela, que está doente. |        |                                                                                                   |                        |                                                 |                                       |                    |
| 7 | 7B     | "Festa da Pizza! (BR)" "Pizza Party! (US)"                                                        | 20 de Novembro de 2018 | Jean Herlihy                                    | Tal McThenia                          | 108                |
| As crianças pedem sabores diferentes em uma festa da pizza no café. |        |                                                                                                   |                        |                                                 |                                       |                    |
| 8 | 8A     | "Feliz Dia de Ação de Graças! (BR)" "Fairy Happy Thankgiving! (US)"                               | 21 de Novembro de 2018 | Jean Herlihy                                    | Richard Keane                         | 130                |
| Butterbean e suas amigas tentam explicar à Senhorita Marmalady o que é o Dia de Ação de Graças. |        |                                                                                                   |                        |                                                 |                                       |                    |
| 8 | 8B     | "Cricket, a Chefe! (BR)" "Cricket's the Boss! (US)"                                               | 21 de Novembro de 2018 | Jean Herlihy                                    | Rob Byrne                             | 130                |
| Cricket abre uma barraquinha de limonada, mas depois percebe que ser chefe não é tão fácil quanto o esperado.                                                                                              |        |                                                                                                   |                        |                                                 |                                       |                    |
| 9 | 9A     | "A Surpresa do Cupcake das Estrelas! (BR)" "The Starlight Cupcake Surprise! (US)"                 | 26 de Novembro de 2018 | Lucas Mills                                     | Jean Herlihy                          | 109                |
| A equipe acidentalmente entrega cupcakes sem cobertura ao cliente. |        |                                                                                                   |                        |                                                 |                                       |                    |
| 9 | 9B     | "Raspadinhas de Frutas de Verão! (BR)" "Summer Slushies! (US)"                                    | 27 de Novembro de 2018 | Jonny Belt & Robert Scull                       | Jean Herlihy                          | 109                |
| Butterbean precisa usar o freezer da Senhorita Marmalady para colocar seus sorvetes de fruta. |        |                                                                                                   |                        |                                                 |                                       |                    |
| 10 | 10A    | "Troca de Funções! (BR)" "Switchin' in the Kitchen! (US)"                                         | 28 de Novembro de 2018 | Lucas Mills & Cathi Turow                       | Richard Keane                         | 111                |
| Dazzle e Poppy trocam de lugar para descobrir qual trabalho é mais fácil. |        |                                                                                                   |                        |                                                 |                                       |                    |
| 10 | 10B    | "Bicicleta de Grissini! (BR)" "The Breadstick Bycicle! (US)"                                      | 29 de Novembro de 2018 | Lucas Mills & Cathi Turow                       | Declan Doyle                          | 111                |
| Cricket aprende a andar de bicicleta quando o Sweet Ride não pode fazer uma entrega. |        |                                                                                                   |                        |                                                 |                                       |                    |
| 11 | 11A    | "A Fuga do Biscoito de Macaco! (BR)" "Monkey Cookie Escape! (US)"                                 | 30 de Novembro de 2018 | Cindy Morrow                                    | Jean Herlihy                          | 114                |
| Um acidente com a mágica faz os biscoitos de macaco ganharem vida e a equipe precisa impedir que os biscoitos façam macaquices.                                                                            |        |                                                                                                   |                        |                                                 |                                       |                    |
| 11 | 11B    | "Os Novos Vizinhos! (BR)" "The New Neighbors! (US)"                                               | 30 de Novembro de 2018 | Cindy Morrow                                    | Jean Herlihy                          | 114                |
| As amigas fadas deixam uma cesta de boas-vindas para seus novos vizinhos. |        |                                                                                                   |                        |                                                 |                                       |                    |
| 12 | 12     | "A Fada Açucarada! (BR)" "The Sugar Plum Fairy! (US)"                                             | 14 de Dezembro de 2018 | Jonny Belt, Robert Scull & Cindy Morrow         | Jean Herlihy & Damien O'Connor        | 120                |
| Chega o Natal em Puddlebrook e o bolo da Fada Açucarada feito pela Butterbean some, fazendo Cricket temer que ela não apareça.                                                                             |        |                                                                                                   |                        |                                                 |                                       |                    |
| 13 | 13A    | "Butterbean Cuida do Bebê! (BR)" "Butterbean Babysits! (US)"                                      | 14 de Janeiro de 2019  | Scott Gray                                      | Jean Herlihy                          | 112                |
| Butterbean se oferece para cuidar de um bebê durante o dia, mas isso acaba sendo mais difícil do que ela imaginava.                                                                                        |        |                                                                                                   |                        |                                                 |                                       |                    |
| 13 | 13B    | "Chocolate Acolhedor da Fada! (BR)" "Fairy Cozy Cocoa! (US)"                                      | 15 de Janeiro de 2019  | Scott Gray                                      | Jean Herlihy                          | 112                |
| Butterbean promete chocolate quente e marshmallows para um cliente. |        |                                                                                                   |                        |                                                 |                                       |                    |
| 14 | 14A    | "Cadê a Cookie? (BR)" "Where's Cookie? (US)"                                                      | 16 de Janeiro de 2019  | Mario López - Cordero                           | Jean Herlihy & Damien O'Connor        | 115                |
| Cricket acidentalmente sobrecarrega a Cookie, a nova gatinha do café, e Cookie foge. |        |                                                                                                   |                        |                                                 |                                       |                    |
| 14 | 14B    | "Jasper Aprende a Cozinhar! (BR)" "Jasper Learns tô Bake! (US)"                                   | 17 de Janeiro de 2019  | Mario López - Cordero                           | Jean Herlihy & Damien O'Connor        | 115                |
| Poppy ensina o Jasper a fazer pães de canela, mas quando Jasper adiciona muito fermento, ele causa um problema.                                                                                            |        |                                                                                                   |                        |                                                 |                                       |                    |
| 15 | 15A    | "Bolo Surpresa! (BR)" "Surprise Cake! (US)"                                                       | 4 de Fevereiro de 2019 | Caitlin Hodson                                  | Declan Doyle & Damien O'Connor        | 116                |
| Cricket quer surpreender a Poppy com um bolo. |        |                                                                                                   |                        |                                                 |                                       |                    |
| 15 | 15B    | "Jogo do Tomate! (BR)" "Tic Tac Tomato! (US)"                                                     | 5 de Fevereiro de 2019 | Caitlin Hodson                                  | Declan Doyle & Damien O'Connor        | 116                |
| Cricket perde um jogo em um dia de jogos do Café. |        |                                                                                                   |                        |                                                 |                                       |                    |
| 16 | 16A    | "Um Belo Dia de Espirros! (BR)" "A Fairy Sneezy Day! (US)"                                        | 6 de Fevereiro de 2019 | Lucas Mills                                     | Rob Byrne & Richard Keane             | 117                |
| A Poppy é alérgica a alguma coisa e todo mundo acha que é a Cookie. Talvez a equipe de Butterbean vai ter que mandar a gatinha embora.                                                                     |        |                                                                                                   |                        |                                                 |                                       |                    |
| 16 | 16B    | "A Rainha da Quiche! (BR)" "The Queen of Quiche! (US)"                                            | 7 de Fevereiro de 2019 | Lucas Mills                                     | Declan Doyle & Damien O'Connor        | 117                |
| Butterbean e a Senhorita Marmalady fazem quiches para a prefeita. |        |                                                                                                   |                        |                                                 |                                       |                    |
| 17 | 17A    | "Balé no Café! (BR)" "Café Ballet! (US)"                                                          | 25 de Março de 2019    | Laura Kleinbaum                                 | Rob Byrne & Richard Keane             | 118                |
| Poppy tem que ensaiar para os testes de balé, mas os deveres dela no Café continuam atrapalhando. |        |                                                                                                   |                        |                                                 |                                       |                    |
| 17 | 17B    | "Cricket vai Acampar! (BR)" "Cricket Goes Camping! (US)"                                          | 26 de Março de 2019    | Laura Kleinbaum                                 | Declan Doyle & Damien O'Connor        | 118                |
| Cricket está nervosa com sua primeira viagem de acampamento. |        |                                                                                                   |                        |                                                 |                                       |                    |
| 18 | 18A    | "Panquecas da Alegria! (BR)" "Fluttercakes! (US)"                                                 | 25 de Março de 2019    | Samantha Berger                                 | Richard Keane                         | 107                |
| A Senhorita Marmalady não permite que o lixeiro esvazie o lixo de Butterbean, a menos que ela aceite entrar em uma competição de panquecas.                                                                |        |                                                                                                   |                        |                                                 |                                       |                    |
| 18 | 18B    | "O Piquenique Perfeito! (BR)" "The Perfect Picnic! (US)"                                          | 26 de Março de 2019    | Samantha Berger                                 | Declan Doyle                          | 107                |
| A Senhorita Marmalady sabota o piquenique das escoteiras de Puddle com formigas. |        |                                                                                                   |                        |                                                 |                                       |                    |
| 19 | 19A    | "A Primavera Chegou! (BR)" "Spring has Sprung! (US)"                                              | 8 de Abril de 2019     | Laura Kleinbaum                                 | Declan Doyle                          | 110                |
| Butterbean faz um bolo para parecer com as flores da primavera. |        |                                                                                                   |                        |                                                 |                                       |                    |
| 19 | 19B    | "Dazzle Gosta de Cantar! (BR)" "Dazzle Loves to Sing! (US)"                                       | 9 de Abril de 2019     | Laura Kleinbaum                                 | Richard Keane                         | 110                |
| Dazzle é uma ótima cantora, mas o canto constante dela gera distração. |        |                                                                                                   |                        |                                                 |                                       |                    |
| 20 | 20A    | "A Grande Caça aos Ovos! (BR)" "The Great Egg Hunt! (US)"                                         | 11 de Abril de 2019    | Josh Haber                                      | Rob Byrne                             | 125                |
| Spork e Spatch pegam os ovos de Páscoa de Butterbean e Cricket tenta recuperá-los. |        |                                                                                                   |                        |                                                 |                                       |                    |
| 20 | 20B    | "Bolo de Careta de Ponta-Cabeça! (BR)" "Upside-Down Frown Cake! (US)"                             | 10 de Abril de 2019    | Mario López - Cordero                           | Rob Byrne                             | 125                |
| A Senhorita Marmalady tem um dia ruim, então Spork e Spatch tentam ajudá-la. |        |                                                                                                   |                        |                                                 |                                       |                    |
| 21 | 21A    | "O Churrasco Sujinho! (BR)" "The Messy Barbecue! (US)"                                            | 13 de Maio de 2019     | Kerri Grant                                     | Richard Keane                         | 119                |
| A turma suja camisas especiais para o churrasco do Café. |        |                                                                                                   |                        |                                                 |                                       |                    |
| 21 | 21B    | "O Livro de Receitas Perdido da Poppy! (BR)" "Poppy's Lost Cookbook! (US)"                        | 14 de Maio de 2019     | Kerri Grant                                     | Alan Moran                            | 119                |
| Poppy doa seu livro de receitas por engano. |        |                                                                                                   |                        |                                                 |                                       |                    |
| 22 | 22A    | "Pasta Voadora! (BR)" "Flutter Butter! (US)"                                                      | 15 de Maio de 2019     | Mario López - Cordero                           | Alan Moran                            | 121                |
| A Senhorita Marmalady faz sanduíches com a pasta mágica de Butterbean, mas a receita acaba em desastre. |        |                                                                                                   |                        |                                                 |                                       |                    |
| 22 | 22B    | "Cricket Faz Entregas! (BR)" "Cricket Delivers! (US)"                                             | 16 de Maio de 2019     | Mario López - Cordero                           | Rob Byrne                             | 121                |
| Cricket está ajudando o Jasper a fazer as entregas, mas ela não para de cometer erros. |        |                                                                                                   |                        |                                                 |                                       |                    |
| 23 | 23A    | "Que Azar, Jasper! (BR)" "Bad Luck, Jasper! (US)"                                                 | 3 de Junho de 2019     | Caitlin Rodson                                  | Alan Moran                            | 122                |
| Jasper está preocupado com o azar dele. |        |                                                                                                   |                        |                                                 |                                       |                    |
| 23 | 23B    | "Possante Verde para o Resgate! (BR)" "Green Machine to the Rescue! (US)"                         | 4 de Junho de 2019     | Caitlin Rodson                                  | Rob Byrne                             | 122                |
| Jasper está com medo de acabarem suas chances de ganhar o possante verde. |        |                                                                                                   |                        |                                                 |                                       |                    |
| 24 | 24A    | "A Amiga Eterna da Cricket! (BR)" "Cricket's Forever Friend! (US)"                                | 5 de Junho de 2019     | Lucas Mills                                     | Richard Keane                         | 123                |
| A amiga da Cricket está de mudança, e depois de uma briga, Cricket se pergunta de perdeu a chance de dizer adeus.                                                                                          |        |                                                                                                   |                        |                                                 |                                       |                    |
| 24 | 24B    | "O Bule Chá-ravilhoso da Dazzle! (BR)" "Dazzle's Tea-riffic Teapot! (US)"                         | 6 de Junho de 2019     | Lucas Mills                                     | Rob Byrne                             | 123                |
| Cricket acha que quebrou o bule especial da Dazzle, e agora precisa decidir entre esconder o erro ou dizer a verdade.                                                                                      |        |                                                                                                   |                        |                                                 |                                       |                    |
| 25 | 25A    | "A Caça ao Tesouro da Cricket! (BR)" "Cricket's Treasure Hunt! (US)"                              | 15 de Julho de 2019    | Josh Haber                                      | Shane Collins & Alan Moran            | 124                |
| Cricket sai em uma caça ao Tesouro em busca de uma misteriosa fruta vermelha rubi. |        |                                                                                                   |                        |                                                 |                                       |                    |
| 25 | 25B    | "A Corrida de Ouro de Puddebrook! (BR)" "The Puddlebrook Golden Rush! (US)"                       | 16 de Julho de 2019    | Jennifer Beales, Laura Kleinbaum & Robert Scull | Rob Byrne                             | 124                |
| Um rumor sobre um tesouro deixa todo mundo pensando. |        |                                                                                                   |                        |                                                 |                                       |                    |
| 26 | 26A    | "Os Vegetais Desaparecidos! (BR)" "The Missing Veggies! (US)"                                     | 17 de Julho de 2019    | Cindy Morrow                                    | Seamus O'Toole                        | 126                |
| Todos os vegetais desaparecem do jardim de Poppy. |        |                                                                                                   |                        |                                                 |                                       |                    |
| 26 | 26B    | "Cricket, a Garota Flor! (BR)" "Cricket the Flower Girl! (US)"                                    | 18 de Julho de 2019    | Cindy Morrow                                    | Rob Byrne                             | 126                |
| Cricket mancha seu vestido antes de um casamento. |        |                                                                                                   |                        |                                                 |                                       |                    |
| 27 | 27A    | "Retirando os Pedidos na Janela! (BR)" "The Takeout Window! (US)"                                 | 30 de Julho de 2019    | Lucas Mills                                     | Richard Keane                         | 129                |
| Spork e Spatch acidentalmente colam as fadas dentro do Café, então a equipe Butterbean não consegue receber seus pedidos de torta.                                                                         |        |                                                                                                   |                        |                                                 |                                       |                    |
| 27 | 27B    | "A Sorte da Poppy! (BR)" "Poppy's Fortune! (US)"                                                  | 30 de Julho de 2019    | Lucas Mills                                     | Shane Collins & Alan Moran            | 129                |
| O biscoito da sorte de Poppy diz que ela terá um dia cheio de erros. |        |                                                                                                   |                        |                                                 |                                       |                    |
| 28 | 28A    | "A Aula de Culinária da Poppy! (BR)" "Poppy's Cooking Class! (US)"                                | 31 de Julho de 2019    | Caitlin Hodson                                  | Richard Keane                         | 131                |
| Poppy tenta ensinar Spork e Spatch a cozinhar. |        |                                                                                                   |                        |                                                 |                                       |                    |
| 28 | 28B    | "O Dia dos Pêssegos! (BR)" "A Fairy Peachy Day! (US)"                                             | 31 de Julho de 2019    | Caitlin Hodson                                  | Shane Collins & Alan Moran            | 131                |
| Vovó Nana passa o tempo com os amigos de Dazzle. |        |                                                                                                   |                        |                                                 |                                       |                    |
| 29 | 29     | "O Arranha-Céu de Crepes! (BR)" "The Towering Tower of Crepes! (US)"                              | 1 de Agosto de 2019    | Jessie Keyt                                     | Rob Byrne, Shane Collins & Alan Moran | 128                |
| Jasper quer ajudar Butterbean a cozinhar para a chef favorita dela, a Chef Belle Legume. Butterbean acha que as habilidades ágeis de Jasper seriam perfeitas para a espátula.                              |        |                                                                                                   |                        |                                                 |                                       |                    |
| 30 | 30A    | "O Luau Havaiano! (BR)" "The Hawaiian Luau! (US)"                                                 | 29 de Julho de 2019    | Mario López - Cordero                           | Richard Keane                         | 127                |
| Dazzle por acidente tranca os smoothies no Sweet Ride e não consegue encontrar a chave. |        |                                                                                                   |                        |                                                 |                                       |                    |
| 30 | 30B    | "Cuidando da Gata! (BR)" "Kitty-sitting! (US)"                                                    | 29 de Julho de 2019    | Laura Kleinbaum                                 | Richard Keane                         | 127                |
| Jasper acha que cuidar da Cookie é uma tarefa fácil, mas ele acaba se arrependendo. |        |                                                                                                   |                        |                                                 |                                       |                    |
| 31 | 31A    | "Chefe do Dia! (BR)" "Boss for the Day! (US)"                                                     | 25 de Agosto de 2019   | Lucas Mills                                     | Richard Keane                         | 136                |
| A Senhorita Marmalady propõe um plano para se tornar a chefe do Butterbean's Café. |        |                                                                                                   |                        |                                                 |                                       |                    |
| 31 | 31B    | "O Carrinho da Cura da Cricket! (BR)" "Cricket's Get Well Wagon! (US)"                            | 25 de Agosto de 2019   | Caitlin Hodson & Lucas Mills                    | Shane Collins                         | 136                |
| Todos em Puddlebrook ficam resfriados, até Jasper. |        |                                                                                                   |                        |                                                 |                                       |                    |
| 32 | 32A    | "Que Suflê Difícil! (BR)" "No Way, Soufflé! (US)"                                                 | 1 de Setembro de 2019  | Lucas Mills & Mikayla Morin                     | Rob Byrne                             | 137                |
| Cricket não para de fazer barulho e acaba arruinando o suflê no aniversário dos Brookbinders. |        |                                                                                                   |                        |                                                 |                                       |                    |
| 32 | 32B    | "Cinnamon, a Elefanta! (BR)" "Cinnamon the Elephant! (US)"                                        | 1 de Setembro de 2019  | Lucas Mills & Mikayla Morin                     | Shane Collins                         | 137                |
| Uma garota tímida está com dificuldades para fazer amigos. |        |                                                                                                   |                        |                                                 |                                       |                    |
| 33 | 33     | "A Aventura dos Feijões das Fadas! (BR)" "The Fairy Bean Adventure! (US)"                         | 8 de Setembro de 2019  | Jonny Belt & Robert Scull                       | Damien O'Connor                       | 134                |
| Quando Butterbean fica sem feijões mágicos, as fadas partem em uma aventura para encontrar mais. A Senhorita Marmalady fica sabendo da busca e quer os feijões também.                                     |        |                                                                                                   |                        |                                                 |                                       |                    |
| 34 | 34A    | "Um Gatinho para a Senhorita Marmalady! (BR)" "A Kitty for Marmalady's! (US)"                     | 22 de Setembro de 2019 | Laura Keinbaum                                  | Richard Keane                         | 132                |
| Um Gatinho faz travessuras no café, e todo mundo fica achando que foi a Cookie. |        |                                                                                                   |                        |                                                 |                                       |                    |
| 34 | 34B    | "Festa do Pijama! (BR)" "Slumber Party! (US)"                                                     | 22 de Setembro de 2019 | Caitlin Hodson, Jennifer Beales & Robert Scull  | Shane Collins & Alan Moran            | 132                |
| Os amigos da Cricket não podem comparecer à primeira festa do pijama. |        |                                                                                                   |                        |                                                 |                                       |                    |
| 35 | 35     | "Um Feijão para o Halloween! (BR)" "A Bean for Halloween! (US)"                                   | 6 de Outubro de 2019   | Jonny Belt & Robert Scull                       | Jean Herlihy & Declan Doyle           | 113                |
| A equipe tenta se preparar para a grande festa, mas coisas assustadoras continuam acontecendo no Café. Cricket acredita que vê um fantasma até perceber que é realmente um gatinho fofo com asas.          |        |                                                                                                   |                        |                                                 |                                       |                    |
| 36 | 36A    | "As Irmãs Marmalady! (BR)" "The Marmalady Sisters! (US)"                                          | 3 de Novembro de 2019  | Laura Kleinbaum                                 | Richard Keane                         | 138                |
| A Senhorita Marmalady e sua irmã entram no Concurso de Culinária do Dia dos Irmãos e brigam por tudo. |        |                                                                                                   |                        |                                                 |                                       |                    |
| 36 | 36B    | "O Butterbean's Está Fechando! (BR)" "Butterbean's Is Closing! (US)"                              | 3 de Novembro de 2019  | Laura Kleinbaum                                 | Rob Byrne                             | 138                |
| Cricket ouve Butterbean mencionar que está fechando o Café. |        |                                                                                                   |                        |                                                 |                                       |                    |
| 37 | 37A    | "Piada de 1° de Abril! (BR)" "The April Fools' Joke! (US)"                                        | 29 de Março de 2020    | Mario López - Cordero                           | Shane Collins                         | 135                |
| Dazzle faz um donut que estoura como pegadinha de 1° de Abril, mas ele é acidentalmente entregue ao diretor da escola.                                                                                     |        |                                                                                                   |                        |                                                 |                                       |                    |
| 37 | 37B    | "O Aniversário Surpresa da Dazzle! (BR)" "Dazzle's Birthday Surprise! (US)"                       | 29 de Março de 2020    | Mario López - Cordero                           | Rob Byrne                             | 135                |
| Dazzle acha que todos os amigos dela se esqueceram de seu aniversário. |        |                                                                                                   |                        |                                                 |                                       |                    |
| 38 | 38     | "Ôpa, Ôpa! (BR)" "Oopsie Doodle! (US)"                                                            | 24 de Novembro de 2019 | Jonny Belt, Robert Scull & Caitlin Hodson       | Damien O'Connor                       | 140                |
| O malvado Ôpa Ôpa começa a causar muitos contratempos mágicos no Butterbean's Café. Seus pequenos ôpas causam um grande problema para a equipe.                                                            |        |                                                                                                   |                        |                                                 |                                       |                    |
| 39 | 39A    | "O Boneco de Biscoito de Gengibre! (BR)" "The Gingerbread Man! (US)"                              | 8 de Dezembro de 2019  | Stacey Greenberger                              | Richard Keane                         | 133                |
| Por falta de prática, a Senhorita Marmalady faz um boneco de biscoito de gengibre gigante sair andando por aí.                                                                                             |        |                                                                                                   |                        |                                                 |                                       |                    |
| 39 | 39B    | "Copiadores de Gatinha! (BR)" "Copykitties! (US)"                                                 | 8 de Dezembro de 2019  | Stacey Greenberger                              | Seamus O'Toole                        | 133                |
| Dottie fica copiando Cricket nas brincadeiras dela, e Cricket fica brava. |        |                                                                                                   |                        |                                                 |                                       |                    |
| 40 | 40A    | "O Tomate Gigante! (BR)" "The Big Tomato! (US)"                                                   | 29 de Dezembro de 2019 | Caitlin Hodson                                  | Shane Collins                         | 139                |
| O Chef Carlo está impressionado pelo enorme tomate cultivado pela Poppy. |        |                                                                                                   |                        |                                                 |                                       |                    |
| 40 | 40B    | "Clientes Difíceis! (BR)" "Tough Customers! (US)"                                                 | 29 de Dezembro de 2019 | Caitlin Hodson                                  | Richard Keane                         | 139                |
| A equipe do Butterbean's Café não consegue acertar o pedido de um cliente difícil. |        |                                                                                                   |                        |                                                 |                                       |                    |